# مشعل الشمري (لاعب كرة قدم سعودي)
مشعل فهد الشمري (مواليد 11 ديسمبر 1996) هو لاعب كرة قدم سعودي يلعب حالياً في نادي اللواء.

## مسيرة اللاعب
لعب سابقاً في نادي الطائي ونادي النجوم ونادي السد ونادي النهضة ونادي الكوكب ونادي اللواء.